# Rhodelinda gardineri
Rhodelinda gardineri är en korallart som beskrevs av Gohar 1940. Rhodelinda gardineri ingår i släktet Rhodelinda och familjen Clavulariidae. Inga underarter finns listade i Catalogue of Life.